# Jardín Xerofítico de la Universidad Central de Venezuela
El Jardín Xerofítico de la UCV también llamado Jardín Xerofítico del Jardín Botánico de Caracas es el nombre que recibe un espacio protegido que se encuentra entre la Laguna Oriental y el Palmétum muy cerca del Centro de Información August Braun dentro de los terrenos de la Universidad Central de Venezuela, concretamente dentro del área delimitada del Jardín Botánico de Caracas, en el Municipio Libertador al oeste del Distrito Metropolitano de Caracas y al centro norte del país sudamericano de Venezuela.
Esta especializado en especies de zonas secas de Venezuela y de otras partes del mundo con una colección de plantas suculentas, cactus, ágaves, Sisales, tunas y otras plantas que sobreviven con poca agua.
Como parte de la Ciudad Universitaria de Caracas, desde el año 2000 es Patrimonio mundial de la Humanidad de la Unesco.  